# 賀來賢人
賀來賢人（日语：／ Kaku Kento，1989年7月3日—），日本東京都出身，日本男演員。曾為Amuse事務所旗下藝人。身高178cm，血型為O型。擅長籃球和足球，妻子為女演員榮倉奈奈。

## 人物
- 頭髮為自然捲
- 因為日劇《木更津貓眼》而有當演員的抱負
- 與同年演員永山絢斗為好友。
- 姑姑為日本女演員賀来千香子（日语：賀来千香子），是姑姑對賀來賢人的暱稱。
- 2016年8月8日，與日本女演員榮倉奈奈透過經紀公司發出聲明宣布已於8月7日結婚[1]。兩人因共演2014年播出的連續劇《為了N》相識，於2015年夏天開始交往。
- 2017年3月14日，妻子榮倉奈奈透過經紀公司發出聲明宣布懷孕，長女在2017年6月12日出生。
- 2020年8月29日，妻子榮倉奈奈透過經紀公司發出聲明宣布懷第2胎，目前已進入安定期，未有公佈預產期。[2]

## 演出作品

### 電視劇
- 東京少女（日语：東京少女） （さよなら少女 セピア編） 第4話客串（2008年2月，BS-i）
- 東京少女（日语：東京少女） 水沢エレナ （好きといえない）（2008年5月24日，BS-i）
- ザ・プロローグ ぬくみ〜ず7 THE BOY IN WONDERLAND（2008年6月，フジテレビOn Demand）- 飾演 みつる
- 太陽與海的教室（2008年7月～9月，富士電視台）- 飾演 伴野圭吾
- サザン30th×日テレ55thドラマ（the波乗りレストラン）（2008年11月1日‐9日，日本電視台）- 飾演 でっちくん
- 極道鮮師3 3年D組卒業 SP（2009年3月28日，日本電視台）- 飾演 望月純平
- 武士高校（サムライ・ハイスクール）（2009年10月～12月，日本電視台）- 飾演 岩永仁
- 體操男孩（タンブリング）（2010年4月～6月，TBS電視台）- 飾演 日暮里圭兒
- Q10（2010年10月～12月，日本電視台）- 飾演 影山聰
- おくさまは18歳（日语：おくさまは18歳） （2011年3月27日，フジテレビTWO） - 飾演 キシモトキョウスケ
- 少年黑傑克 SP（日语：ブラック・ジャック_(実写版)#単発ドラマ（2011年・岡田将生版）） （ヤング ブラック・ジャック）（2011年4月23日，日本電視台）- 飾演 辰巳勝也
- 明日香工高進行曲（アスコーマーチ!）（日语：アスコーマーチ!〜県立明日香工業高校行進曲〜）（2011年4月～6月，朝日電視台）- 飾演 玉木誠
- 勇者義彥和魔王之城（勇者ヨシヒコと魔王の城）（2011年7～9月，東京電視台 - 飾演 警察（友情客串）（第1・2話）
- 最後之絆 沖繩・被撕裂的兄弟 SP（日语：最後の絆 沖縄・引き裂かれた兄弟 〜鉄血勤皇隊と日系アメリカ兵の真相〜）（2011年8月13日，富士電視台）- 飾演 ヨウスケ
- 亂馬1/2（らんま½）（2011年12月9日，日本電視台）- 飾演 早乙女亂馬（男）
- 三葉草（2012年4月13日～6月29日，東京電視台）- 飾演 美咲隼斗（主演）
- 幽靈媽媽搜查線（ゴーストママ捜査線～僕とママの不思議な100日～）（2012年7月7日～9月15日，日本電視台）- 飾演 佐野武（友情客串）（第1・2話）
- 小原別哭（泣くな、はらちゃん）（2013年1月19日～，日本電視台）- 飾演 マキヒロ
- 女信長（2013年4月5・6日，富士電視台）- 飾演 織田信行（第1話）
- 段田凜 勞動基準監督官 (ダンダリン 労働基準監督官)（2013年10月30日，日本電視台）- 飾演 唐澤隆士（第5話）
- 花子與安妮（花子とアン）（2014年3月31日～2014年9月27日，NHK）- 飾演 安東吉太郎
- 花子與安妮 SP 朝市的新娘（スピンオフスペシャル 朝市の嫁さん）（2014年10月18日，NHK）- 飾演 安東吉太郎
- 信長的主廚 第2季（信長のシェフ Part2）（2014年7～9月，朝日電視台）- 飾演 （武田勝頼）
- 昨日的咖喱 明日的麵包（日语：昨夜のカレー、明日のパン#テレビドラマ）（2014年10月5日～2014年11月16日，NHK）- 飾演 竹內虎尾
- 為了N（2014年10月17日～2014年12月，TBS電視台）- 飾演 安藤望
- 永遠的0（2015年2月11日 - 15日，東京電視台）- 飾演 永井清孝 （第1夜）
- 花燃（2015年6月，NHK）- 飾演 沖田總司 （第24・25話）
- 逃女（日语：逃げる女 (2016年のテレビドラマ)）（2016年1月，NHK綜合）- 飾演 安藤純也
- Good Partner 無敵律師（2016年4月 - 6月，朝日電視台）- 飾演 熱海優作
- 出租救世主 （2016年11月6日，日本電視台） - 飾演 近藤（第5話）
- 超級上班族左江內氏（2017年1月，日本電視台）- 飾演 池杉照士
- 四號警備（日语：4号警備）（2017年4月，NHK）- 飾演 小林三喜男
- 彬與瑛（2017年7月，WOWOW）- 飾演 階堂龍馬
- 即使是愛，也有秘密（愛してたって、秘密はある。）（2017年7月16日 - 9月17日，日本電視台）- 飾演 立花曉人
- 深海魚男 （2017年7月19日 - 9月27日，TBS電視台） - 飾演 花林雄大
- 海月姫（2018年2月，富士電視台）- 飾演 Kai Fish （第7～10話）
- 木皿泉劇場 道草（2018年5月12日，日本電視台） - 飾演 純平
- 我是大哥大!!（2018年10月14日-12月16日，日本電視台）- 飾演 三橋貴志（主演）
- 犬神家一族（犬神家の一族）（2018年12月24日，富士電視台）- 飾演 犬神佐清
- 死命：刑警的時間（日语：死命_(薬丸岳の小説)）（2019年5月19日，朝日電視台） - 飾演 榊信一
- 爆炸頭田中（日语：アフロ田中） （2019年7月6日-9月7日，WOWOW） - 飾演 田中廣（主演）
- Nippon Noir-刑警Y的反亂-（日语：ニッポンノワール-刑事Yの反乱-）（2019年10月13日 - 12月15日，日本電視台） - 飾演 遊佐清春（主演
- 只有在想死的夜晚（日语：死にたい夜にかぎって）（2020年2月24日 - 3月30日，MBS電視台） - 飾演 小野浩史（主演）
- まとわりつくオンナ - 五つの地獄編 （2020年3月6日、TBS） - 飾演 記憶を失った青年（第5話）
- 我是大哥大!! SP（2020年7月17日，日本電視台） - 飾演 三橋貴志（主演）
- 半澤直樹 第二季 （2020年7月19日，TBS電視台） - 飾演 森山雅弘
- 寵女青春白皮書 （2020年8月30日，日本電視台） -（第5話）
- TOKYO MER～行動急診室～ （2021年7月4日 - 9月12日，TBS電視台） - 飾演 音羽尚
- MY FAMILY（2022年4月10日 - 6月12日，TBS電視台） - 飾演 三輪碧

### 網路劇
- Teddy bear（2008年4月）- 飾演 塚本成也
- LISMO Channel「Happy! School Days!」（2010年3月8日）- 飾演 村上航 （第2話）
- 宇宙的工作（宇宙の仕事）（2016年）- 飾演 魯凱尼・青山
- 忍者之家（2024年2月15日，Netflix）- 飾演 俵晴（主演），影集開創人

### 電影
- 神童（2007年4月21日）- 飾演 清水賢司
- Little DJ〜小小的愛情故事（Little DJ 小さな恋の物語）（2007年12月15日）- 飾演 結城周平
- 我和條子的700天戰爭（ぼくたちと駐在さんの700日戦争）（2008年4月5日）- 飾演 井上グレート
- 極道鮮師電影版（ごくせん THE MOVIE）（2009年7月11日）- 飾演 望月純平
- 遺失的美好（女の子ものがたり）（2009年8月29日）- 飾演 片桐俊夫
- 銀色之雨（銀色の雨）（2009年11月28日）- 飾演 平井和也
- 海の金魚（2010年4月10日）- 飾演 伊勢ケイイチ
- 武士道16歲（武士道シックスティーン）（2010年4月24日）- 飾演 岡巧
- ソフトボーイ（2010年6月19日）- 飾演 ノグチ
- 神様help!（神様ヘルプ！）（2010年8月7日）- 飾演 小橋俊
- 天國之吻（パラダイス・キス）（2011年6月4日）- 飾演 永瀨嵐
- SHUFFLE（シャッフル) (2011年10月22日）- 飾演 轟ゲンゴロウ
- GIRL BASARA（ギャルバサラ～戦国時代は圏外です～）（2011年11月26日）- 飾演 公平
- 我只是還沒有認真而已（俺はまだ本気出してないだけ）（2013年6月15日）- 飾演 真正的店長
- 喔！爸爸們（オー！ファーザー）（2014年5月24日） - 飾演 鱒二
- 森山中駕校（森山中教習所）（2016年7月）- 飾演 轟木
- 齊木楠雄的災難（2017年10月21日）- 飾演 窪谷須亞蓮
- 花牌情緣・結（2018年3月17日）- 飾演 周防久志
- 阿宅的戀愛太難（2020年2月7日）- 飾演 坂元真司
- 新解釋·三國志（2020年12月11日）- 飾演 周瑜
- 電影版TOKYO MER：行動急診室（2023年4月28日）- 飾 音羽尚
- 聖☆哥傳 THE MOVIE〜聖人 VS 惡魔軍團〜（2024年12月20日）- 飾 梵天
- 電影版TOKYO MER：行動急診室 南海任務（2025年8月1日）- 飾 音羽尚

### 動畫電影
- 金之國 水之國（2023年1月27日） - 飾演 納蘭巴耶爾（主演）[3]
- 劇場版 SPY×FAMILY CODE: White（2023年12月22日） - 飾演 路卡[4]
- 蠟筆小新：超華麗！灼熱的春日部舞者（2025年8月8日） - 飾演 烏爾夫[5]

### 廣告
- コナミ ニンテンドーDSウイニングイレブン（2006年）
- 倍樂生 進研ゼミ高校講座（2006年）
- ロート製薬 ロートリセ「期待？」篇（2008年）
- NTT DOCOMO「docomo STYLE series」STYLE イルミネーション篇（2009年）

### PV
- ghostnote『アマノガワ』（2009年）- 平田薫 出演
- Lisa Halim feat.JAY'ED『切ないくらい、愛してた。』 (2008年) - 桐谷美玲 出演

### 親善大使
- 新喀里多尼亞 親善大使（2015年）

## 寫真集
- 賀来賢人　ファーストPHOTO BOOK「よりみち。」(2010年7月3日發售)

## DVD
- THE GAME 〜Boy's Film Show〜（2009年12月發售）

## 得獎歷
2018年
- 第99回日劇學院賞 主演男優獎「我是大哥大!!」[6]

2021年
- 第109回日劇學院賞 助演男優獎「TOKYO MER～行動急診室～」[7]

## 外部連結
- 官方网站
- Amuse個人介紹
- 賀來賢人的Ameba部落格（日語）
- 賀来賢人的X（前Twitter）（日語）
- 賀来賢人STAFF的X（前Twitter）
- 賀來賢人的Instagram帳戶
- 株式會社Amuse （アミューズ）的Facebook專頁
- 賀來賢人在互联网电影资料库（IMDb）上的資料（英文）